# Los Órganos de Juan R. Escudero
Los Órganos de Juan R. Escudero es una localidad ubicada en el municipio de Acapulco, Guerrero. Se encuentra aproximadamente a 22 km de la ciudad de Acapulco, cabecera municipal. Es la séptima localidad más poblada del municipio con 2 532 habitantes, representando el 0.32% del total del municipio.

## Demografía

### Población
La localidad contaba con 2,141 habitantes en 2005 y con 2,532 en el censo del INEGI en 2010 de los cuales 1,224 eran hombres y 1,308 mujeres, teniendo un crecimiento del 18.2% respecto al 2005.
| Población de Los Órganos de Juan R. Escudero |
|                                              |
| Fuente:INEGI[cita requerida]                 |

## Economía
La población económicamente activa es de 2 517 personas que equivale al 99% de la población total.
- Sector Primario: 329 personas (12.99%) Explotación forestal, Ganadería, Minería, Pesca.
- Sector Secundario: 691 personas (27.29%) Construcción, Electricidad, gas y agua, Industria Manufacturera.
- Sector Terciario: 1 497 personas (59.12%) Servicios, Transportes.[7]